# هرمان كلينغ
هرمان كلينغ هو سياسي ألماني، ولد في 17 فبراير 1880 في أوفن في ألمانيا، وتوفي في 20 يناير 1957 في كيرشهايم اونتر تك في ألمانيا. نشط حزبياً في الاتحاد الديمقراطي المسيحي. وقد انتخب عضو في الرايخستاغ في  جمهورية فايمار ‏.